# Millaroso y San Turjo
Millaroso y San Turjo (llamada oficialmente A Concepción de Millarouso e Santurxo) es una parroquia española del municipio de El Barco de Valdeorras, en la provincia de Orense, Galicia.

## Toponimia
La parroquia también es conocida por los nombres de La Concepción de Millaroso y San Turjo, Millaroso y Santurjo y Nosa Señora da Concepción de Millarouso e Santurxo.

## Organización territorial
La parroquia está formada por cuatro entidades de población:
- As Carreiras
- Candis (Candís)
- Millaroso (Millarouso)
- Santurxo

## Demografía
| Gráfica de evolución demográfica de Millaroso y San Turjo entre 2000 y 2022 |
|                                                                             |
| Datos según el nomenclátor publicado por el INE.                            |